# Моноид
Моноид — полугруппа с нейтральным элементом. Более подробно, моноидом называется множество {\displaystyle M}, на котором задана бинарная ассоциативная операция, обычно именуемая умножением, и в котором существует такой элемент {\displaystyle e}, что {\displaystyle ex=x=xe} для любого {\displaystyle x\in M}.
Элемент {\displaystyle e} называется единицей и часто обозначается {\displaystyle 1}.
В любом моноиде имеется ровно одна единица.

Группа и связанные с ней простейшие алгебраические структуры

Моноиды возникают в различных областях математики; например, моноиды можно рассматривать как категории из одного объекта. Таким образом, моноиды обобщают свойства композиции функций. Также моноиды используются в информатике и в теории формальных языков.

## Примеры
- Всякая группа является моноидом.
- Множество всех отображений произвольного множества {\displaystyle S} в себя является моноидом относительно операции последовательного выполнения (композиции) отображений. Единицей служит тождественное отображение.
- Множество эндоморфизмов любой универсальной алгебры {\displaystyle A} является моноидом относительно операции суперпозиции, единица — тождественный эндоморфизм.
- Любую полугруппу S можно превратить в моноид, просто присоединив элемент e и определив e*s = s = s*e для всех s ∈ S.
- Неотрицательные числа (Натуральные числа и ноль) образуют коммутативный моноид (моноид с коммутативной операцией) как по умножению, так и по сложению.
- Множество всех конечных строк с элементами из алфавита Σ образует моноид, обычно обозначаемый Σ∗. Операция определяется как конкатенация строк.
- Зафиксируем моноид M. Тогда множество всех функций из фиксированного множества в M образует моноид; единица которого — функция, отображающая всё множество в единицу M, операция определяется поточечно.
- Список с операцией конкатенации и пустым списком как нейтральным элементом.
- Словарь. Нейтральный элемент — пустой словарь. Операция — объединение словарей по ключу, при равенстве ключа для значений должна быть определена операция слияния (замечание: если операция слияния значений некоммутативна, то слияние словарей тоже будет некоммутативно). Например, можно определить операцию слияния как
  - числа складывать
  - строки конкатенировать
  - списки конкатенировать
  - для вложенных словарей проводить операцию рекурсивно

Например, словари
```
 {"a" => 2, "b" => "cd", "c" => [1, 2], "d" => {"e" => 1}, "f" => 1}
 {"a" => 3, "b" => "e", "c" => [3], "d" => {"e" => 2}, "g" => 1}
```

могут быть объединены в
```
 {"a" => 5, "b" => "cde", "c" => [1, 2, 3], "d" => {"e" => 3}, "f" => 1, "g" => 1}
```

## Свойства
Всякий моноид можно представить как моноид всех эндоморфизмов некоторой универсальной алгебры.
Для любого элемента моноида можно определить нулевую степень как {\displaystyle a^{0}=e,\forall a} Так как моноид является частным случаем полугруппы, то для его элементов определена натуральная степень. Свойства степени {\displaystyle a^{m+n}=a^{m}a^{n},(a^{m})^{n}=a^{mn}} остаются справедливыми для {\displaystyle \mathbb {N} \cup \{0\}}.
Можно ввести определение обратимого элемента моноида: x является обратимым, если существует такой элемент y, что xy = yx = e. Если y и z — два элемента с таким свойством, то по ассоциативности y = (zx)y = z(xy) = z, следовательно, обратный элемент определён однозначно (обычно его обозначают x−1). Множество всех обратимых элементов моноида образует группу (возможно, тривиальную).
С другой стороны, не каждый моноид можно вложить в группу. Например, вполне возможно что в моноиде существуют элементы a и b, такие что ab = a и при этом b не является нейтральным элементом. Если бы этот моноид являлся подмножеством некоторой группы, мы могли бы домножить обе части равенства на a−1 слева и получили бы противоречие. Говорят, что моноид M обладает свойством сокращения, если, для любых его элементов, {\displaystyle ab=ac\Rightarrow b=c} и {\displaystyle ba=ca\Rightarrow b=c}. Коммутативный моноид со свойством сокращения можно вложить в группу, используя конструкцию группы Гротендика. Это обобщает способ, по которому аддитивную группу целых чисел можно восстановить по аддитивному моноиду натуральных чисел.
Конечный моноид со свойством сокращения всегда является группой. Действительно, пусть x — произвольный элемент такого моноида. Из принципа Дирихле следует, что xn = xm для некоторых m > n > 0. Но тогда из свойства сокращения следует, что xm−n = e, где e — единица. Следовательно, x * xm−n−1 = xm−n−1 * x = e, так что x обратим.
Гомоморфизм из моноида M в моноид N — это функция {\displaystyle f\colon M\to N}, такая что {\displaystyle f(xy)=f(x)\cdot f(y)} (для любых x и y из M) и {\displaystyle f(e)=e}.

## Связь с теорией категорий
Аксиомы моноида совпадают с теми аксиомами, которые накладываются на композицию морфизмов одного объекта в категории, то есть моноиды можно рассматривать как категории из одного объекта.
Аналогично, гомоморфизмы моноидов — это в точности функторы между соответствующими категориями. Эта конструкция задаёт эквивалентность между категорией (малых) моноидов Mon и полной подкатегорией в Cat.
Существует также категорное понятие моноида, обобщающее свойства моноида на произвольную моноидальную категорию. Например, моноид в категории множеств — это обычный моноид, определённый выше, тогда как моноид в категории абелевых групп — ассоциативное кольцо с единицей.